# Mutzig
Mutzig je občina v departmaju Bas-Rhin francoske regije Alzacija.
Leta 1990 je v občini živelo 4 552 oseb oz. 568 oseb/km².